# Mai Kuraki
Mai Kuraki,  (倉木麻衣?, Kuraki Mai) (Funabashi, 28 ottobre 1982), è una cantautrice e produttrice discografica giapponese.
Debuttò nel 1999 con il singolo, Love, Day After Tomorrow, mentre nel 2000 produsse il suo primo album, Delicious Way, con il quale vendette oltre tre milioni di copie.
Nel 2009, con il suo ottavo studio album, Touch Me!, raggiunse la cima alla classifica dell'Oricon; il lavoro che divenne il miglior album in cinque anni. La cantante ottenne il record di aver tutti i suoi singoli consecutivamente nella classifica top 10 ed è al 38º posto come artista musicale di tutti i tempi per le maggiori vendite.

## La carriera
Mai Kuraki è una cantante influenzata da Whitney Houston per la vocalità e da Michael Jackson per la danza. Il suo debutto avvenne in America. Per la Giza Usa and Bip! Records, Kuraki pubblicò il singolo, Baby I Like. Questo singolo non ebbe successo e quindi Kuraki fu rispedita in Giappone.

### Anni 2000-2001
Mai Kuraki pubblicò il primo singolo, Love, Day After Tomorrow, l'8 dicembre 1999, posizionandosi al 18º posto nella classifica Oricon. Nel marzo dell'anno 2000, lo stesso singolo raggiunse il 2º posto. Il 15 marzo del 2000 uscì il secondo singolo, Stay By My Side, mentre il 26 aprile del 2000 fu la volta del terzo singolo, Secret of My Heart, che si classificò al 2º posto e vinse il titolo di "canzone dell'anno". Nel giugno del 2000, Kuraki pubblicò il quarto singolo, Never Gonna Give You Up, ed anche il suo primo album, Delicious Way, che si affermò come "album dell'anno".
Dal settembre del 2000 al giugno del 2001, Kuraki pubblicò cinque singoli: Simply Wonderful, Reach for the Sky, Tsumetai Umi/Start in My Life, Stand Up e infine Always. Tutti questi entrarono nella classifica Top 3. Successivamente Kuraki, nel giugno 2001, pubblicò il secondo album, Perfect Crime, nel quale incluse tutti i singoli eccetto, Simply Wonderful. Perfect Crime incassò oltre un milione di copie, affermandosi come "miglior album dell'anno". Dopo l'uscita di quest'album, Kuraki pubblicò il singolo, Can't Forget Your Love, il quale debuttò al 2º posto in classifica.

### Anni 2002-2004
Pubblicò nel 2002 il suo undicesimo singolo, Winter Bells, scelto come sigla d'apertura della decima serie del cartone animato, Detective Conan. In seguito uscirono nell'aprile 2002, i singoli, Feel Fine! e nel settembre 2002, Like Star in the Night. Entrambi si classificarono nella classifica Top 2. In seguito fu immesso sul mercato l'album, Fairy Tale, affermandosi anch'esso quale "album dell'anno". Riprovò poi a pubblicare un nuovo singolo in USA, producendo in lingua inglese l'album ,Secret of My Heart, ma come il primo singolo, questo non ebbe successo.
Il suo quarto album, If I Believe uscì il 9 giugno 2003. Da questo vennero estratti e pubblicati quattro singoli: Make My Day, Time after Time (utilizzato in Detective Conan) e Kaze no la la la (utilizzato come sigla d'apertura della dodicesima serie di Detective Conan), classificandosi Top 3. Anche questo album divenne l'album numero uno di Mai Kuraki. Nel 2004 Kuraki pubblicò l'album, Wish You the Best, che debuttò in testa alla classifica.

### Anni 2005-2010
Nel 2005 uscì il quinto album, Fuse of Love. Furono poi pubblicati altri quattro singoli: Ashita e Kakeru Hashi, Love Needing, Dancing e P.S My Sunshine. Il primo debuttò nella classifica Top 3. L'album, Fuse of Love esordì al 3º posto e divenne l'album numero uno di Mai Kuraki. Una delle canzoni di quest'album, Chance for You, venne scelta come colonna sonora del film, Soft Boy. Nel 2006 produsse il nuovo album, Diamond Wave, che debuttò al 3º posto in classifica. I singoli di quest'album, Growing of My Heart, Best of Hero e Diamond Wave si classificarono tra i Top 10. Kuraki fece uscire il singolo, Shiroi Yuki che si posizionò al 4º posto in classifica.
Nel 2007, registrò presso la Giza Studio, Season of Love. Il singolo si posizionò al 6º posto. In seguito Kuraki si spostò dal Giza Studio, al Northern Music, per la quale produsse il suo 27º singolo, Silent Love: Open My Heart/Be With U, e poi, nel 2008, l'album, One Life . Il singolo debuttò al 9º posto, mentre l'album al 14º posto. Sempre Nel 2008 pubblicò altri tre singoli: Yume ga Saku Haru/You and Music and Dream, Ichibyoto ni Love for You e 24 Xmas Time. Questi singoli entrarono nella classifica top 10. L'anno dopo, il 21 gennaio del 2009, di Mai Kuraki uscì l'8º album, Touch Me!, che contiene i singoli del 2008. Vendette circa 50 000 copie e debuttò nella classifica Oricon, divenendo l'album numero uno della cantante, dopo quello del 2004. Il 1º aprile 2009 venne pubblicato il singolo Puzzle/Revive che fu utilizzato come sigla di chiusura della 13ª serie di Detective Conan, e debuttò al 3º posto in classifica. Kuraki pubblicò il suo 33º singolo, Beautiful, il 10 giugno 2009. Il singolo fu usato per la pubblicità di un'azienda di cosmetici e debuttò al 2º posto in classifica.

### Anni 2010-2014
Il 3 marzo del 2010 uscì il singolo, Ein Yori Nagaku/Drive Me Crazy, mentre il 31 agosto 2010 il singolo, Summer Time Gone. A novembre Kuraki pubblicò anche il suo album, Future Kiss. Un nuovo singolo, 1000 Mankai no Kiss, fu immesso sul mercato il 9 marzo 2011. Sempre nel marzo del 2011, Mai Kuraki venne invitata a cantare l'inno della nazionale di calcio giapponese. Il 25 maggio dello stesso anno fu pubblicato il singolo, Mou Ichido, seguito da Your Best Friend, uscito il 19 ottobre 2011. Il 23 novembre del 2011 uscì in DVD, il singolo Strong Heart, il cui ricavato fu donato alle vittime dello tsunami che aveva colpito il Giappone nel marzo di quell'anno.
Il suo 10º album, Over the Rainbow, venne pubblicato l'11 gennaio del 2012. Il successivo 8 agosto uscirono i singoli, Special Morning Day to You e, Koi no Koishite (Secret Love). Quest'ultimo utilizzato come sigla di chiusura della 43ª serie del film d'animazione, Detective Conan. Il 6 febbraio 2013 fu pubblicato il singolo, Try Again, scelto come sigla di chiusura della 35ª serie di Detective Conan. Il 26 febbraio del 2014, venne pubblicato il singolo, Wake Me Up, destinato alla pellicola, Kiki - Consegne a domicilio, tratta dall'omonimo film di animazione di Hayao Miyazaki, mentre ad agosto uscì il 40º singolo della cantante intitolato, Muteki na HEART/ Stand by You. Anche questo brano costituì la sigla di chiusura di Detective Conan, precisamente la 48ª serie.

## Discografia
| Album            | Canzoni                            |
| ---------------- | ---------------------------------- |
| Delicious Way    | Delicious Way                      |
| Delicious Way    | Love, Day After Tomorrow           |
| Delicious Way    | Secret Of My Heart                 |
| Delicious Way    | Stepping Out                       |
| Delicious Way    | Baby Tongiht (You & Me)            |
| Delicious Way    | Can't Get Enough (Gimme Your Love) |
| Delicious Way    | Never Gonna Give You Up            |
| Delicious Way    | Stay By My Side                    |
| Delicious Way    | Everything's All Right             |
| Delicious Way    | Happy Days                         |
| Delicious Way    | My Time With You                   |
| Perfect Crime    | Perfect Crime                      |
| Perfect Crime    | Start in My Life                   |
| Perfect Crime    | Reach for the sky                  |
| Perfect Crime    | Brand New Day                      |
| Perfect Crime    | Stand Up                           |
| Perfect Crime    | Come On! Come On!                  |
| Perfect Crime    | Always                             |
| Perfect Crime    | What Are You Waiting For           |
| Perfect Crime    | Think About                        |
| Perfect Crime    | Tsumetai Umi                       |
| Perfect Crime    | Reach for the Sky (Gomi Remix)     |
| Perfect Crime    | Someday in That Sky                |
| Perfect Crime    | The Rose Melody in the Sky         |
| Fairy Tale       | Fairy Tale                         |
| Fairy Tale       | Feel Fine!                         |
| Fairy Tale       | Ride on Time                       |
| Fairy Tale       | Key To My Heart                    |
| Fairy Tale       | Winter Bells                       |
| Fairy Tale       | Loving You                         |
| Fairy Tale       | Can't Forget Your Love             |
| Fairy Tale       | Trip in the Dream                  |
| Fairy Tale       | Kirby!                             |
| Fairy Tale       | Not That Kind a Girl               |
| Fairy Tale       | Like a star in the night           |
| Fairy Tale       | Wonderland                         |
| Fairy Tale       | Fantasy                            |
| If I Believe     | If I Believe                       |
| If I Believe     | Time After Time                    |
| If I Believe     | Kaze no la la la                   |
| If I Believe     | Kiss                               |
| If I Believe     | Mi Corazon                         |
| If I Believe     | I Don't Wanna Lose You             |
| If I Believe     | Make My Day                        |
| If I Believe     | Same                               |
| If I Believe     | Just a Little Bit                  |
| If I Believe     | You Are Not The Only One           |
| If I Believe     | Tonight, I Feel Close to You       |
| Fuse Of Love     | Honey, Feeling for Me              |
| Fuse Of Love     | P.S My Sunshine                    |
| Fuse Of Love     | You look at me-one                 |
| Fuse Of Love     | Lightning Passing By               |
| Fuse Of Love     | Don't leave me alone               |
| Fuse Of Love     | Love, Needing                      |
| Fuse Of Love     | Dancing                            |
| Fuse Of Love     | Tell Me What                       |
| Fuse Of Love     | Love Sick                          |
| Fuse Of Love     | Ashita e Kakeru Hashi              |
| Fuse Of Love     | I Sing a Song for You              |
| Fuse Of Love     | Chance for you                     |
| Diamond Wave     | Diamond Wave                       |
| Diamond Wave     | Ready for Love                     |
| Diamond Wave     | Best of Hero                       |
| Diamond Wave     | Juliet                             |
| Diamond Wave     | Growing of My Heart                |
| Diamond Wave     | Waiting to see you                 |
| Diamond Wave     | Hologram                           |
| Diamond Wave     | State of Mind                      |
| Diamond Wave     | Here With You Now                  |
| Diamond Wave     | Chrerish the Day                   |
| Diamond Wave     | Voice of Safest Place              |
| One Life         | One Life                           |
| One Life         | I like it like that                |
| One Life         | One for Me                         |
| One Life         | Born to Be Free                    |
| One Life         | Shiroi Yuki                        |
| One Life         | Silent Love (Open My Heart)        |
| One Life         | Everything                         |
| One Life         | Season of Love                     |
| One Life         | Secret Roses                       |
| One Life         | Wonderland                         |
| One Life         | Be With U                          |
| One Life         | Over The Rainbow                   |
| Touch Me!        | Ichibyogoto ni Love for You        |
| Touch Me!        | Break the Tone                     |
| Touch Me!        | Yume ga Saku Haru                  |
| Touch Me!        | I Can't Believe You!!              |
| Touch Me!        | Secret Lover                       |
| Touch Me!        | Hello!                             |
| Touch Me!        | 24 Xmas Time                       |
| Touch Me!        | Catch                              |
| Touch Me!        | You and Musica and Dream           |
| Touch Me!        | Top of the World                   |
| Touch Me!        | Yume ga Saku Haru: Remix           |
| Future Kiss      | Future Kiss                        |
| Future Kiss      | Wana                               |
| Future Kiss      | Revive                             |
| Future Kiss      | The Me I Don't Know                |
| Future Kiss      | Summer Time Gone                   |
| Future Kiss      | I Scream!                          |
| Future Kiss      | Drive Me Crazy                     |
| Future Kiss      | I Can Do It Now                    |
| Future Kiss      | Beautiful                          |
| Future Kiss      | I Promise                          |
| Future Kiss      | Sound of Rain                      |
| Future Kiss      | Tomorrow Is The Last Time          |
| Future Kiss      | Anywhere                           |
| Over the Rainbow | Strong Heart                       |
| Over the Rainbow | Another Day Another World          |
| Over the Rainbow | Sayonara wa Madaiwanai de          |
| Over the Rainbow | Stay the Same                      |
| Over the Rainbow | Your Best Friend                   |
| Over the Rainbow | Mou Ichido                         |
| Over the Rainbow | Brave Your Heart                   |
| Over the Rainbow | Sun Will Shine on U                |
| Over the Rainbow | Love One Another                   |
| Over the Rainbow | Step by Step                       |
| Over the Rainbow | 1000 Mankai no Kiss                |
| Over the Rainbow | La La La * La                      |
|                  | Koi ni koishite                    |
| Try Again        |                                    |
| Wake me up       |                                    |

### Canzoni inglesi pubblicate
| Album              | Canzoni                                |
| ------------------ | -------------------------------------- |
| Secret Of My Heart | Secret Of My Heart                     |
| Secret Of My Heart | Did I Hear You Say That You're In Love |
| Secret Of My Heart | Never Gonna Give You Up                |
| Secret Of My Heart | Baby I Like                            |
| Secret Of My Heart | Stay by my side                        |
| Secret Of My Heart | Can't get enough -gimme your love-     |
| Secret Of My Heart | Delicious Way                          |
| Secret Of My Heart | Love, Day After Tomorrow               |
| Secret Of My Heart | Stepping ∞ Out                         |
| Secret Of My Heart | Baby Tonight -You & Me-                |
| Secret Of My Heart | 's All Right                           |

## Singoli pubblicati

### Singoli giapponesi
| Anno | Num | Singoli                                    | Copie vendute     |
| ---- | --- | ------------------------------------------ | ----------------- |
| 1999 | 1   | Love Day After Tomorrow                    | Oltre 1.3 milioni |
| 2000 | 5   | Stay By My Side                            | Oltre 922.000     |
| 2000 | 5   | Secret Of My Heart                         | Oltre 968.000     |
| 2000 | 5   | Never Gonna Give You Up                    | Oltre 434.000     |
| 2000 | 5   | Simply Wonderful                           | Oltre 384.000     |
| 2000 | 5   | Reach for the sky                          | Oltre 468.000     |
| 2001 | 4   | Start in My Life                           | Oltre 356.000     |
| 2001 | 4   | Stand Up                                   | Oltre 475.000     |
| 2001 | 4   | Always                                     | Oltre 219.000     |
| 2001 | 4   | Can't Forget Your Love                     | Oltre 180.000     |
| 2002 | 4   | Winter Bells                               | Oltre 258.000     |
| 2002 | 4   | Feel Fine!                                 | Oltre 451.000     |
| 2002 | 4   | Like a star in the night                   | Oltre 119.000     |
| 2002 | 4   | Make My Day                                | Oltre 107.000     |
| 2003 | 3   | Time After Time                            | Oltre 144.000     |
| 2003 | 3   | Kiss                                       | Oltre 112.000     |
| 2003 | 3   | Kaze no la la la                           | Oltre 96.000      |
| 2004 | 1   | Ashita e Kakeru Hashi                      | Oltre 90.000      |
| 2005 | 4   | Love, Needing                              | Oltre 69.000      |
| 2005 | 4   | Dancing                                    | Oltre 56.000      |
| 2005 | 4   | P.S My Sunshine                            | Oltre 41.000      |
| 2005 | 4   | Growing of My Hearts                       | Oltre 62.000      |
| 2006 | 3   | Best of Hero                               | Oltre 57.000      |
| 2006 | 3   | Diamond Wave                               | Oltre 30.000      |
| 2006 | 3   | Shiroi Yuki                                | Oltre 43.000      |
| 2007 | 2   | Season of Love                             | Oltre 30.000      |
| 2007 | 2   | Silent Love (Open My Heart)/Be With U      | Oltre 30.000      |
| 2008 | 3   | Yume ga saku haru/You and Music and Dream  | Oltre 28.000      |
| 2008 | 3   | Ichibyou goto ni Love for You              | Oltre 29.000      |
| 2008 | 3   | 24 Xmas Time                               | Oltre 26.000      |
| 2009 | 2   | Puzzle/Revive                              | Oltre 48.000      |
| 2009 | 2   | Beautiful                                  | Oltre 36.000      |
| 2010 | 2   | Drive Me Crazy                             | Oltre 30.000      |
| 2010 | 2   | Summer Time Gone                           | Oltre 33.000      |
| 2011 | 4   | 1000 Mankai no Kiss                        | Oltre 25.000      |
| 2011 | 4   | Mou Ichido                                 | Oltre 23.000      |
| 2011 | 4   | Your Best Friend                           | Oltre 20.000      |
| 2011 | 4   | Strong Heart                               | Oltre 18.000      |
| 2012 | 1   | Koi ni koishite\Special Morning Day To You | Oltre 22.000      |
| 2013 | 1   | Try Again                                  | Oltre 14.000      |
| 2014 | 1   | Wake me up                                 |                   |

### Singoli digitali
| Anno | Num | Singoli                                        |
| ---- | --- | ---------------------------------------------- |
| 2010 | 1   | chance for you ～cinema ver.～                 |
| 2013 | 1   | Reach for the sky ～RE GGAE Summer 2013 ver.～ |

### Singoli inglesi
| Anno | Num | Singoli     |
| ---- | --- | ----------- |
| 1999 | 1   | Baby I Like |

## Album pubblicati

### Album studio
| Anno | Album            | Copie vendute   |
| ---- | ---------------- | --------------- |
| 2000 | Delicious Way    | Oltre 3 milioni |
| 2001 | Perfect Crime    | Oltre 1 milione |
| 2002 | Fairy Tale       | Oltre 760.000   |
| 2003 | If I Believe     | Oltre 440.000   |
| 2005 | Fuse of Love     | Oltre 180.000   |
| 2006 | Diamond Wave     | Oltre 130.000   |
| 2008 | One Life         | Oltre 89.000    |
| 2009 | Touch Me!        | Oltre 90.000    |
| 2010 | Future Kiss      | Oltre 60.000    |
| 2012 | Over the Rainbow | Oltre 40.000    |
| 2017 | Smile            |                 |

### Compilation
| Anno | Album                             | Copie vendute |
| ---- | --------------------------------- | ------------- |
| 2004 | Wish You the Best                 | Oltre 950.000 |
| 2009 | All My Best                       | Oltre 257.000 |
| 2014 | Mai Kuraki Best 151A: Love & Hope |               |

### Album inglesi
| Anno | Album              |
| ---- | ------------------ |
| 2002 | Secret Of My Heart |

## Video
- First cut (8 novembre 2000)
- Mai Kuraki & Experience First Live Tour 2001ETERNAL MOMENT (19 settembre 2001)
- Mai Kuraki & Experience First Live 2001in Zepp Osaka (21 novembre 2001)
- Mai Kuraki"Loving You…"Tour 2002 Final 2.27 YOKOHAMA ARENA (3 aprile 2002)

## DVD
- First cut (8 novembre 2000)
- Mai Kuraki & Experience First Live 2001in Zepp Osaka (21 novembre 2001)
- Mai Kuraki“Loving You…”Tour 2002 Complete Edition (15 maggio 2002)
- My Reflection (7 gennaio 2004)
- Mai Kuraki 5th Anniversary Edition Grow, Step by Step (5 gennaio 2005)
- Mai Kuraki Live Tour 2005 LIKE A FUSE OF LIVE and Tour Documentary of "chance for you" (22 febbraio 2006)
- Brilliant Cut～Mai Kuraki Live & Document～ (22 agosto 2007)
- Mai Kuraki Live Tour 2008 "touch Me!" (6 maggio 2009)
- 10TH ANNIVERSARY MAI KURAKI LIVE TOUR "BEST" (23 dicembre 2009)
- HAPPY HAPPY HALLOWEEN LIVE 2010 (19 ottobre 2011)
- Mai Kuraki Premium Live One for all, All for one (14 marzo 2012)
- Mai Kuraki Live Tour 2012 ～OVER THE RAINBOW～12.3.24 (15 agosto 2012)
- Mai Kuraki - Symphonic Live DVD - Opus 1 (3 luglio 2013)
- MAI KURAKI LIVE PROJECT 2013: "RE" (4 dicembre 2013)
- Mai Kuraki - Symphonic Live DVD - Opus 2 (26 marzo 2014)

## Altro
- Mai Kuraki Symphonic Collection in Moscow (19 dicembre 2012)